# كيابون أمازوني
كيابون أمازوني (الاسم العلمي:Cayaponia amazonica) هو نوع من النباتات يتبع جنس الكيابون من الفصيلة القرعية.